# (Z)-4-Amino-2-butensäure
(Z)-4-Amino-2-butensäure ist eine chemische Verbindung aus der Stoffgruppe der ungesättigten γ-Aminosäuren.
Es handelt sich bei der (Z)-4-Amino-2-butensäure um eine dehydrierte Form der γ-Aminobuttersäure (GABA) und sie ist ein Partialagonist des GABA-Rezeptors, der selektiv für den GABAA-ρ-Subtyp ist.